# 尼季利湖
63°35′50″N 125°12′18″E / 63.5972°N 125.205°E
尼季利湖（俄语：Нидили），是俄羅斯的湖泊，位於該國東部薩哈共和國，由科比亞伊區負責管轄，長33.5公里、寬6公里，面積119平方公里，集水區面積1,010平方公里，平均水深3米，最大水深7米。